# مشتق (عربية)
المشتقات في الصرف العربي هي الفعل الماضي والمضارع والأمر واسم الفاعل واسم المفعول والصفة المشبهة واسم التفضيل واسم الزمان واسم المكان واسم الآلة.